# Течај пливања
„Течај пливања” је југословенски и хрватски ТВ филм из 1988 године. Режирао га је Зринко Огреста а сценарио је написао Гојко Бјелац

## Улоге
| Глумац            | Улога |
| ----------------- | ----- |
| Смиљка Бенцет     |       |
| Маја Димитријевић |       |
| Славица Јукић     |       |
| Јован Личина      |       |
| Данко Љуштина     |       |
| Сузана Николић    |       |
| Синиша Поповић    |       |
| Вера Зима         |       |
| Звонимир Зоричић  |       |